# Clyde Cessna
Clyde Vernon Cessna (5. prosince 1879, Hawthorne, Iowa, USA – 20. listopadu 1954 Wichita, USA) byl americký průkopník aviatiky a letecký konstruktér, zakladatel značky Cessna.

## Život

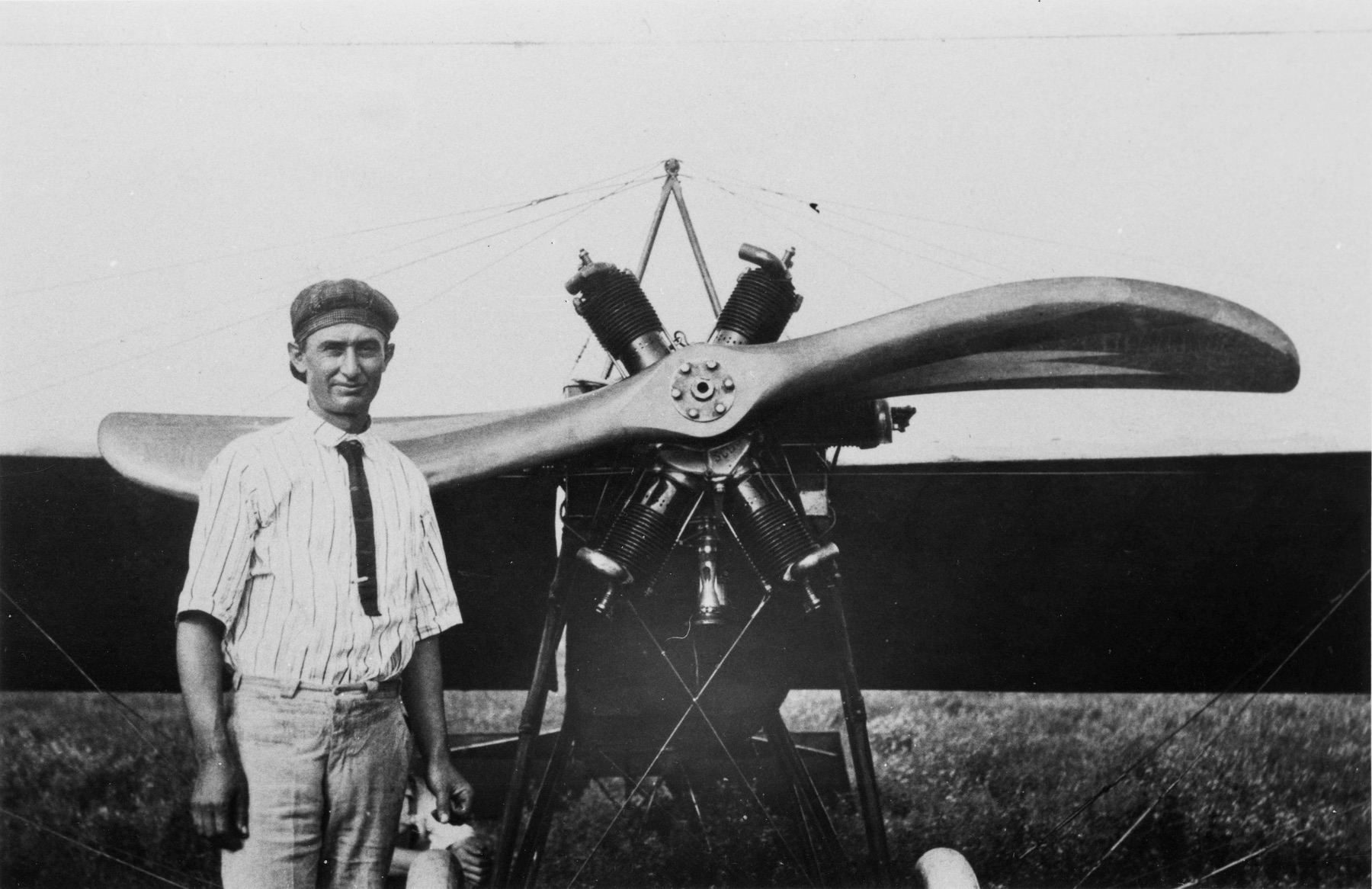
Clyde V. Cessna kolem r. 1917

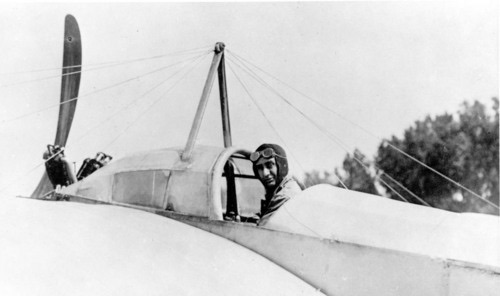
Clyde Cessna ve svém druhém letounu The Comet

Clyde Cessna se narodil v Iowě, když mu byly dva roky, jeho rodiče se přestěhovali do Kansasu. Na rodinné farmě, kde vyrůstal se šesti mladšími sourozenci, se již v dětství začal zajímat o zemědělskou techniku a její vylepšování. Ve 26 letech se oženil a o tři roky později začal v Oklahomě pracovat jako prodejce aut.
Zlom v jeho životě nastal v roce 1910, kdy se přijel do Kansasu podívat na leteckou přehlídku. Zážitek jej naprosto ohromil a hned v dalším roce zkonstruoval s pomocí svého bratra Roye svůj první jednoplošník poháněný upraveným lodním motorem – Silverwing. Šlo o letoun podobný Blériotu IX. Pro svého autora se stal nejprve zdrojem frustrace – při prvním pokusu o vzlet se převrátil a vyžádal si značné opravy. Následovala série neúspěšných startů. Nakrátko se letoun vznesl až na 14. pokus, přičemž po pokusu o zatáčku Cessna vzápětí narazil do aleje stromů.
Významného leteckého úspěchu dosáhl až o několik měsíců později, když dokázal se svým strojem ulétnout 8 km. V prodeji aut se mu dařilo a mohl si tak otevřít výrobnu letounů a následně i leteckou školu. Jeho další plány přerušila 1. světová válka a hospodářská krize, kvůli níž se Cessna vrátil do Kansasu na rodinnou farmu.
V roce 1925 založil s Walterem Beechem a Lloydem Stearmanem Travel Air Manufacturing Company a stal se jejím prezidentem. Po vzájemné roztržce založil v září 1927 vlastní společnost Cessna Aircraft Corporation. Prodávala mj. jednoplošník Cessna AW, který dosahoval rychlosti až 233 km/h, modely Cessna CW-6 nebo Cessna DC-6. Velká hospodářská krize nicméně vedla k uzavření firmy v roce 1931. O tři roky později ji Cessna znovu otevřel a poté prodal svým synovcům Dwaneovi a Dwightovi Wallaceovým. Sám se pak vrátil k farmaření.